# Spiraglio di periferia
Spiraglio di periferia è il primo mixtape del rapper italiano Rocco Hunt, pubblicato il 17 dicembre 2011 dalla Honiro Label.

## Tracce
1. Rint' a stu juoc'
2. Spiraglio di periferia
3. S.A. Rappresent (feat. Patto MC)
4. Nun' ce penz'
5. Ven' ra' rint' (feat. O'Iank (Fuossera))
6. Senza peccat' (feat. DJ 2mani) (prod. Oyoshe)
7. Nun c'sta paragon'
8. O'mar' e o' sole (feat. Clementino) (prod. Fabio Musta)

Tracce bonus nell'edizione deluxe
1. Quante cose (feat. Ntò) (prod. Nazo)
2. RH positivo (prod. Don Joe)
3. Le due storie (prod. Bassi Maestro) (scratch DJ 2P)
4. A differenz (prod. Nazo)

## Formazione
- Rocco Hunt – voce
- DJ 2mani – produzione, registrazione, montaggio e missaggio (eccetto tracce 5 e 8), scratch, mastering
- Patto MC – voce aggiuntiva (traccia 3)
- O'Iank – produzione, registrazione, montaggio e missaggio (traccia 5)
- Oyoshe – produzione (traccia 6)
- Clementino – voce aggiuntiva (traccia 8)
- Fabio Musta – produzione, registrazione, montaggio e missaggio (traccia 8)